# Рукето, Ивес
Ивес Рукето (окс. Ives Roqueta; 29 февраля 1936, Сет — 4 января 2015, Камарес) — французский (окситанский) поэт и прозаик, общественный деятель.

## Жизнь и общественная деятельность
Ивес Рукето родился 29 февраля 1936 года в небольшом городке Сет в Лангедоке. Уже вскоре после Второй мировой войны он примкнул к окситанскому движению и превратился в пылкого защитника самобытности Окситании. Он принимал активное участие в работе «Института исследования Окситании», был активистом федералистского движения «Volem Viure al pais». Кроме того, он участвовал в создании студии «Ventadorn», где записывались музыканты из движения «Nova cançon», пропагандировавшие традиционную музыку Окситании.
Скончался 4 января 2015 года.
Брат Ивеса, Жоан Рукето (Joan Roqueta) также разделял «окситанисткие» взгляды и участвовал в автономистском движении Юга Франции.

## Творчество
Ивес Рукето выступает как поэт и прозаик. Многие его произведения носят публицистический характер, в частности выражают протест против политики насильственной ассимиляции Окситании французскими властями.

## Противоречивые оценки
Ивес Рукето является не только яркой, но и противоречивой фигурой в окситанском движении второй половины XX века. Так, после раскола «Института исследования Окситании» в 1981 году многие обвиняли в этом Рукето, занимавшего, как они считали, популистскую позицию и мешавшего научным исследованиям. Не менее полярны оценки Ивеса Рукето как литератора — от восхищения «одним из самых волшебных из современных окситанских авторов» до определения его литературного творчества как «весьма низкокачественного» видным окситанским литературным критиком и писателем Робертом Лафонтом.

## Поэзия
- L’Escreviere public (1958)
- Lo mal de la terra (1958)
- Oda a Sant Afrodosi (1968)
- Messa pel porcs (1970)

## Проза
- La Poeta es un vaca (1967)
- La Paciencia (1968)
- Made in France(1970)
- Lo trabalh de las mans (1977)
- Lengadoc Roge (1984)